# Майк Уайлдс
Майк Уайлдс (на английски: Mike Wilds) е бивш британски автомобилен състезател, пилот от Формула 1. Роден на 7 януари 1946 г. в Лондон, Великобритания.

## Формула 1
Майк Уайлдс прави своя дебют във Формула 1 в Голямата награда на Великобритания през 1974 г. В световния шампионат записва 8 състезания като не успява да спечели точки, състезава се с частен Марч и за отборите на Инсайн, БРМ и Шедоу.